# Grutas de Škocjan
Las Grutas de Škocjan (en esloveno Škocjanske jame) es un sistema de cuevas calizas en la región del Carso (Karst) en el suroeste de Eslovenia que contienen dolinas colapsadas. Las grutas tienen alrededor de cinco kilómetros de pasajes subterráneos, con cuevas de más de 20 metros de profundidad y varias cascadas. Es uno de los mejores lugares del mundo para el estudio de los fenómenos kársticos. La importancia de los humedales que contiene el sistema de cuevas quedó reflejado en su inclusión en la lista de Reserva de la biosfera.
En 1986, la Unesco las incluyó en la lista del Patrimonio de la Humanidad.
El río Reka se vuelve subterráneo en la Velika Dolina en la Cueva de Škocjan (Škocjanske jame) fluyendo bajo tierra hacia el mar Adriático durante 34 kilómetros emergiendo en las inmediaciones de Monfalcone, lugar en el que se convierte en afluente del río Timavo. 
En su interior habitan algunas especies en peligro de extinción y muchas otras que no se pueden encontrar en ningún otro lugar del mundo, como el famoso “pez humano” (Proteus anguinus) y algunas especies endémicas de escarabajos subterráneos. 
La región de las cuevas es de gran importancia arqueológica con importantes yacimientos que denotan la presencia humana en la zona desde hace más de diez mil años. Es de especial relevancia los tesoros encontrados en  'Mušja Jama' que indican una importante influencia de la civilización griega en la zona, en donde en una cueva convertida en templo se localizaron restos de la edad de Bronce y de Hierro. La región fue un importante centro de peregrinación en Europa hace unos tres mil años.
La denominada Cámara Martelova es la mayor con 123 m de ancho por 300 m de largo y una altura de 146 m en su zona más alta.